# Bucinobantes

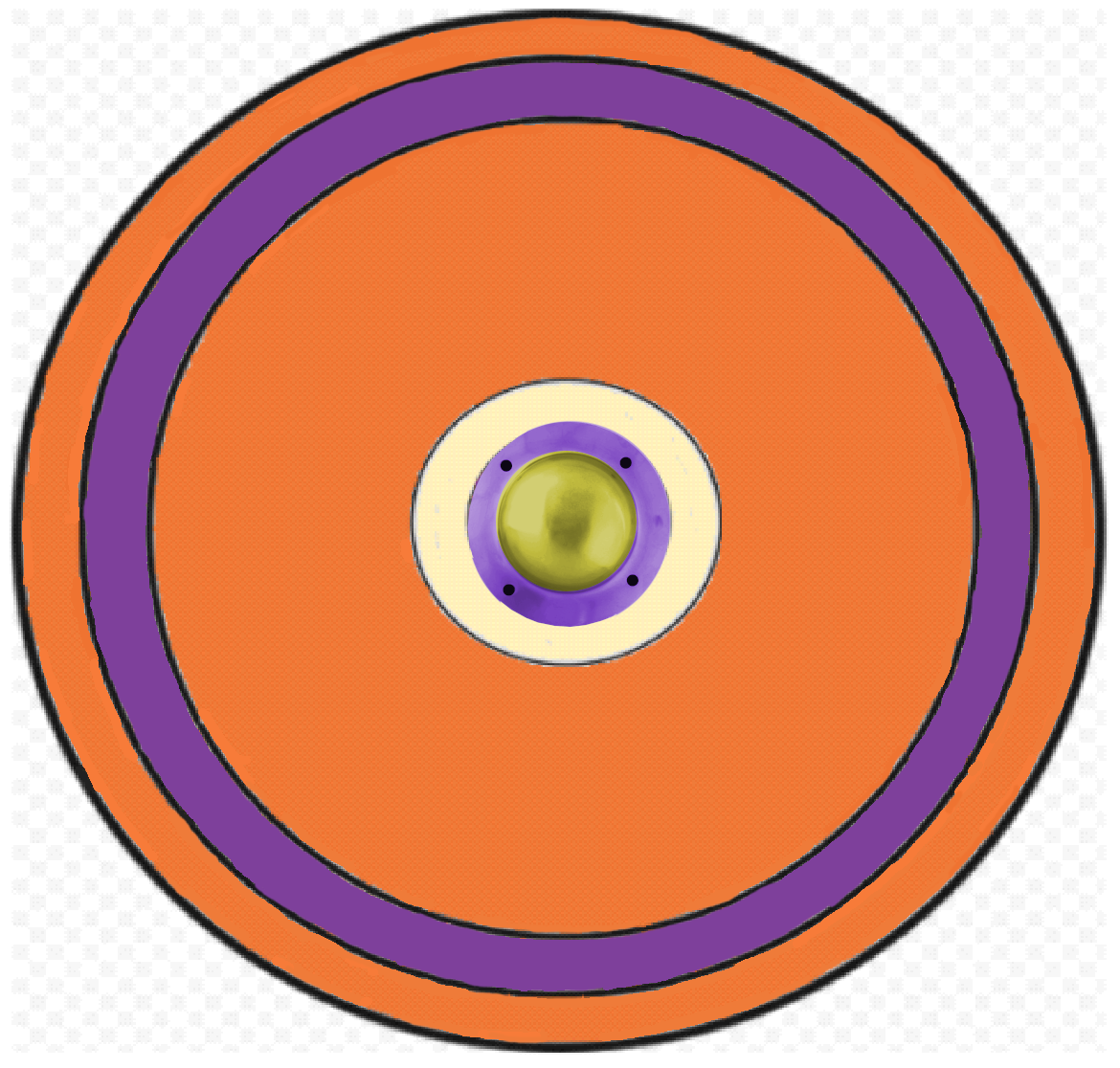
Bouclier symbolique des Bucinobantes

Les Bucinobantes (en allemand: Bucinobanten) étaient un peuple alémanique de la région de la ville de Mogontiacum (Mayence) sur la rivière du Main.
L'historien Ammien Marcellin écrivit que le César Julien traversa le Rhin près de Mayence en 359 pour des négociations avec Macrian, le chef des Bucinobantes et avec d'autres chefs alémaniques.
Après plusieurs rébellions contre l'Empire romain, l'empereur Valentinien Ier échoua dans sa tentative (avec l'aide des Burgondes) d'arrêter Macrian. Valentinien Ier nomma Fraomar en tant que chef des  Bucinobantes, mais ces derniers refusèrent d’accepter cette nomination. En 371 Valentinien fut forcé de convenir à une alliance avec Macrian. 

## Sources
- Antoine-Augustin Bruzen de La Martinière, Le Grand dictionnaire géographique et critique par M. Bruzen de la Martinière, géographe de sa Majesté.... 1730 - 878 pages, p. 520
- Thompson, E. A. Romans and Barbarians: The Decline of the Western Empire. Madison: University of Wisconsin Press, 1982.  (ISBN 0-299-08700-X).
- Geuenich, Dieter. Geschichte der Alemannen. Kohlhammer Verlag: Stuttgart, 2004.  (ISBN 3-17-018227-7).
- Castritius, H. "Macrianus." in Reallexikon der Germanischen Altertumskunde. Vol. 19, pp. 90–92.